# Municipio de Wolsey
El municipio de Wolsey (en inglés: Wolsey Township) es un municipio ubicado en el condado de Beadle en el estado estadounidense de Dakota del Sur. En el año 2010 tenía una población de 92 habitantes y una densidad poblacional de 1,06 personas por km².

## Geografía
El municipio de Wolsey se encuentra ubicado en las coordenadas 44°24′52″N 98°31′19″O / 44.41444, -98.52194. Según la Oficina del Censo de los Estados Unidos, el municipio tiene una superficie total de 87.19 km², de la cual 87,19 km² corresponden a tierra firme y (0 %) 0 km² es agua.

## Demografía
Según el censo de 2010, había 92 personas residiendo en el municipio de Wolsey. La densidad de población era de 1,06 hab./km². De los 92 habitantes, el municipio de Wolsey estaba compuesto por el 100 % blancos. Del total de la población el 3,26 % eran hispanos o latinos de cualquier raza.